# Trentepohlia subappressa
Trentepohlia subappressa är en tvåvingeart som beskrevs av Alexander 1964. Trentepohlia subappressa ingår i släktet Trentepohlia och familjen småharkrankar. Inga underarter finns listade i Catalogue of Life.